# Danh sách tiểu hành tinh: 17601–17700
| Tên                  | Tên đầu tiên | Ngày phát hiện       | Nơi phát hiện    | Người phát hiện                                  |
| -------------------- | ------------ | -------------------- | ---------------- | ------------------------------------------------ |
| 17601 Sheldonschafer | 1995 SS      | 19 tháng 9 năm 1995  | Trạm Catalina    | T. B. Spahr                                      |
| 17602 Dr. G.         | 1995 SO1     | 19 tháng 9 năm 1995  | Catalina Station | T. B. Spahr                                      |
| 17603 -              | 1995 SG5     | 20 tháng 9 năm 1995  | Kitami           | K. Endate, K. Watanabe                           |
| 17604 -              | 1995 SO26    | 19 tháng 9 năm 1995  | Kitt Peak        | Spacewatch                                       |
| 17605 -              | 1995 SR26    | 19 tháng 9 năm 1995  | Kitt Peak        | Spacewatch                                       |
| 17606 Wumengchao     | 1995 ST53    | 28 tháng 9 năm 1995  | Xinglong         | Chương trình tiểu hành tinh Bắc Kinh Schmidt CCD |
| 17607 Táborsko       | 1995 TC      | 2 tháng 10 năm 1995  | Kleť             | M. Tichý, Z. Moravec                             |
| 17608 Terezín        | 1995 TN      | 12 tháng 10 năm 1995 | Kleť             | M. Tichý                                         |
| 17609 -              | 1995 UR      | 18 tháng 10 năm 1995 | Trạm Catalina    | T. B. Spahr                                      |
| 17610 -              | 1995 UJ1     | 23 tháng 10 năm 1995 | Sudbury          | D. di Cicco                                      |
| 17611 Jožkakubík     | 1995 UP2     | 24 tháng 10 năm 1995 | Kleť             | Kleť                                             |
| 17612 Whiteknight    | 1995 UW6     | 20 tháng 10 năm 1995 | Chichibu         | N. Sato, T. Urata                                |
| 17613                | 1995 UP7     | 27 tháng 10 năm 1995 | Kushiro          | S. Ueda, H. Kaneda                               |
| 17614 -              | 1995 UT7     | 27 tháng 10 năm 1995 | Sormano          | P. Sicoli, P. Chiavenna                          |
| 17615 -              | 1995 UZ8     | 30 tháng 10 năm 1995 | Kitami           | K. Endate, K. Watanabe                           |
| 17616 -              | 1995 UE15    | 17 tháng 10 năm 1995 | Kitt Peak        | Spacewatch                                       |
| 17617 -              | 1995 UD45    | 28 tháng 10 năm 1995 | Kitami           | K. Endate, K. Watanabe                           |
| 17618 -              | 1995 VO      | 4 tháng 11 năm 1995  | Oizumi           | T. Kobayashi                                     |
| 17619 -              | 1995 VT      | 1 tháng 11 năm 1995  | Kiyosato         | S. Otomo                                         |
| 17620 -              | 1995 WY      | 18 tháng 11 năm 1995 | Oizumi           | T. Kobayashi                                     |
| 17621                | 1995 WD1     | 16 tháng 11 năm 1995 | Kushiro          | S. Ueda, H. Kaneda                               |
| 17622 -              | 1995 WW2     | 20 tháng 11 năm 1995 | Oizumi           | T. Kobayashi                                     |
| 17623                | 1995 WO42    | 30 tháng 11 năm 1995 | Xinglong         | Chương trình tiểu hành tinh Bắc Kinh Schmidt CCD |
| 17624 -              | 1996 AT      | 10 tháng 1 năm 1996  | Oizumi           | T. Kobayashi                                     |
| 17625 Joseflada      | 1996 AY1     | 14 tháng 1 năm 1996  | Ondřejov         | P. Pravec, L. Šarounová                          |
| 17626                | 1996 AG2     | 12 tháng 1 năm 1996  | Kushiro          | S. Ueda, H. Kaneda                               |
| 17627 Humptydumpty   | 1996 BM3     | 27 tháng 1 năm 1996  | Oohira           | T. Urata                                         |
| 17628 -              | 1996 FB5     | 21 tháng 3 năm 1996  | Socorro          | LINEAR                                           |
| 17629 Koichisuzuki   | 1996 HN1     | 21 tháng 4 năm 1996  | Nanyo            | T. Okuni                                         |
| 17630 -              | 1996 HM21    | 18 tháng 4 năm 1996  | La Silla         | E. W. Elst                                       |
| 17631 -              | 1996 HV21    | 21 tháng 4 năm 1996  | Haleakala        | NEAT                                             |
| 17632 -              | 1996 HW21    | 21 tháng 4 năm 1996  | Haleakala        | NEAT                                             |
| 17633 -              | 1996 JU      | 11 tháng 5 năm 1996  | Trạm Catalina    | T. B. Spahr                                      |
| 17634 -              | 1996 NM3     | 14 tháng 7 năm 1996  | La Silla         | E. W. Elst                                       |
| 17635                | 1996 OC1     | 20 tháng 7 năm 1996  | Xinglong         | Chương trình tiểu hành tinh Bắc Kinh Schmidt CCD |
| 17636 -              | 1996 PQ      | 9 tháng 8 năm 1996   | Haleakala        | NEAT                                             |
| 17637 Blaschke       | 1996 PA1     | 11 tháng 8 năm 1996  | Prescott         | P. G. Comba                                      |
| 17638 Sualan         | 1996 PB1     | 11 tháng 8 năm 1996  | Rand             | G. R. Viscome                                    |
| 17639 -              | 1996 PA4     | 9 tháng 8 năm 1996   | Haleakala        | NEAT                                             |
| 17640 Mount Stromlo  | 1996 PA7     | 15 tháng 8 năm 1996  | Macquarie        | R. H. McNaught, J. B. Child                      |
| 17641                | 1996 SW7     | 18 tháng 9 năm 1996  | Xinglong         | Chương trình tiểu hành tinh Bắc Kinh Schmidt CCD |
| 17642 -              | 1996 TY4     | 6 tháng 10 năm 1996  | Rand             | G. R. Viscome                                    |
| 17643 -              | 1996 TJ5     | 9 tháng 10 năm 1996  | Haleakala        | NEAT                                             |
| 17644 -              | 1996 TW8     | 10 tháng 10 năm 1996 | Trạm Catalina    | T. B. Spahr                                      |
| 17645 Inarimori      | 1996 TR14    | 9 tháng 10 năm 1996  | Nanyo            | T. Okuni                                         |
| 17646 -              | 1996 TM36    | 12 tháng 10 năm 1996 | Kitt Peak        | Spacewatch                                       |
| 17647 -              | 1996 TR41    | 8 tháng 10 năm 1996  | La Silla         | E. W. Elst                                       |
| 17648                | 1996 UU      | 16 tháng 10 năm 1996 | Nachi-Katsuura   | Y. Shimizu, T. Urata                             |
| 17649 -              | 1996 UP1     | 17 tháng 10 năm 1996 | Colleverde       | V. S. Casulli                                    |
| 17650                | 1996 UH5     | 29 tháng 10 năm 1996 | Xinglong         | Chương trình tiểu hành tinh Bắc Kinh Schmidt CCD |
| 17651 Tajimi         | 1996 VM1     | 3 tháng 11 năm 1996  | Tajimi           | Y. Mizuno, T. Furuta                             |
| 17652 Nepoti         | 1996 VQ1     | 3 tháng 11 năm 1996  | Pianoro          | V. Goretti                                       |
| 17653 Bochner        | 1996 VM2     | 10 tháng 11 năm 1996 | Prescott         | P. G. Comba                                      |
| 17654 -              | 1996 VK3     | 6 tháng 11 năm 1996  | Oizumi           | T. Kobayashi                                     |
| 17655 -              | 1996 VL3     | 6 tháng 11 năm 1996  | Oizumi           | T. Kobayashi                                     |
| 17656 -              | 1996 VL4     | 6 tháng 11 năm 1996  | Chichibu         | N. Sato                                          |
| 17657 Himawari       | 1996 VO4     | 6 tháng 11 năm 1996  | Chichibu         | N. Sato                                          |
| 17658 -              | 1996 VS4     | 13 tháng 11 năm 1996 | Oizumi           | T. Kobayashi                                     |
| 17659 -              | 1996 VX5     | 15 tháng 11 năm 1996 | Oizumi           | T. Kobayashi                                     |
| 17660 -              | 1996 VP6     | 7 tháng 11 năm 1996  | Church Stretton  | S. P. Laurie                                     |
| 17661                | 1996 VW7     | 3 tháng 11 năm 1996  | Kushiro          | S. Ueda, H. Kaneda                               |
| 17662                | 1996 VG30    | 7 tháng 11 năm 1996  | Kushiro          | S. Ueda, H. Kaneda                               |
| 17663                | 1996 VK30    | 7 tháng 11 năm 1996  | Kushiro          | S. Ueda, H. Kaneda                               |
| 17664                | 1996 VP30    | 7 tháng 11 năm 1996  | Kushiro          | S. Ueda, H. Kaneda                               |
| 17665 -              | 1996 WD      | 16 tháng 11 năm 1996 | Oizumi           | T. Kobayashi                                     |
| 17666 -              | 1996 XR      | 1 tháng 12 năm 1996  | Chichibu         | N. Sato                                          |
| 17667 -              | 1996 XT5     | 7 tháng 12 năm 1996  | Oizumi           | T. Kobayashi                                     |
| 17668 -              | 1996 XW5     | 7 tháng 12 năm 1996  | Oizumi           | T. Kobayashi                                     |
| 17669 -              | 1996 XF6     | 7 tháng 12 năm 1996  | Oizumi           | T. Kobayashi                                     |
| 17670 Liddell        | 1996 XQ19    | 8 tháng 12 năm 1996  | Oohira           | T. Urata                                         |
| 17671 -              | 1996 XS19    | 11 tháng 12 năm 1996 | Oizumi           | T. Kobayashi                                     |
| 17672 -              | 1996 XS25    | 11 tháng 12 năm 1996 | Saji             | Saji                                             |
| 17673 Houkidaisen    | 1996 XL32    | 15 tháng 12 năm 1996 | Saji             | Saji                                             |
| 17674 -              | 1996 YG      | 20 tháng 12 năm 1996 | Oizumi           | T. Kobayashi                                     |
| 17675 -              | 1996 YU      | 20 tháng 12 năm 1996 | Oizumi           | T. Kobayashi                                     |
| 17676 -              | 1997 AG1     | 2 tháng 1 năm 1997   | Oizumi           | T. Kobayashi                                     |
| 17677 -              | 1997 AW2     | 4 tháng 1 năm 1997   | Oizumi           | T. Kobayashi                                     |
| 17678 -              | 1997 AG3     | 3 tháng 1 năm 1997   | Kitt Peak        | Spacewatch                                       |
| 17679 -              | 1997 AK4     | 6 tháng 1 năm 1997   | Oizumi           | T. Kobayashi                                     |
| 17680                | 1997 AW5     | 1 tháng 1 năm 1997   | Xinglong         | Chương trình tiểu hành tinh Bắc Kinh Schmidt CCD |
| 17681 Tweedledum     | 1997 AQ6     | 6 tháng 1 năm 1997   | Oohira           | T. Urata                                         |
| 17682 -              | 1997 AR12    | 10 tháng 1 năm 1997  | Oizumi           | T. Kobayashi                                     |
| 17683 Kanagawa       | 1997 AR16    | 10 tháng 1 năm 1997  | Hadano           | A. Asami                                         |
| 17684 -              | 1997 AS16    | 14 tháng 1 năm 1997  | Oizumi           | T. Kobayashi                                     |
| 17685 -              | 1997 AJ19    | 13 tháng 1 năm 1997  | Nanyo            | T. Okuni                                         |
| 17686 -              | 1997 BC2     | 29 tháng 1 năm 1997  | Oizumi           | T. Kobayashi                                     |
| 17687 -              | 1997 BN2     | 30 tháng 1 năm 1997  | Oizumi           | T. Kobayashi                                     |
| 17688 -              | 1997 BM3     | 31 tháng 1 năm 1997  | Oizumi           | T. Kobayashi                                     |
| 17689 -              | 1997 CS      | 1 tháng 2 năm 1997   | Oizumi           | T. Kobayashi                                     |
| 17690 -              | 1997 CY2     | 3 tháng 2 năm 1997   | Oizumi           | T. Kobayashi                                     |
| 17691 -              | 1997 CF17    | 1 tháng 2 năm 1997   | Kitt Peak        | Spacewatch                                       |
| 17692                | 1997 CX27    | 6 tháng 2 năm 1997   | Xinglong         | Chương trình tiểu hành tinh Bắc Kinh Schmidt CCD |
| 17693 Wangdaheng     | 1997 CP28    | 15 tháng 2 năm 1997  | Xinglong         | Beijing Schmidt CCD Asteroid Program             |
| 17694 Jiránek        | 1997 ET1     | 4 tháng 3 năm 1997   | Kleť             | M. Tichý, Z. Moravec                             |
| 17695 -              | 1997 EE7     | 3 tháng 3 năm 1997   | Kitt Peak        | Spacewatch                                       |
| 17696 Bombelli       | 1997 EH8     | 8 tháng 3 năm 1997   | Prescott         | P. G. Comba                                      |
| 17697 -              | 1997 EQ41    | 10 tháng 3 năm 1997  | Socorro          | LINEAR                                           |
| 17698 -              | 1997 EW42    | 10 tháng 3 năm 1997  | Socorro          | LINEAR                                           |
| 17699 -              | 1997 GX7     | 2 tháng 4 năm 1997   | Socorro          | LINEAR                                           |
| 17700 -              | 1997 GM40    | 7 tháng 4 năm 1997   | La Silla         | E. W. Elst                                       |